# Ayari Aoyama
Ayari Aoyama (Prefectura d'Ishikawa, Japó, 10 de febrer de 1982) és una nedadora japonesa retirada especialitzada en proves d'estil papallona, on va aconseguir ser subcampiona mundial el 1998 en els 100 metres estil papallona.

## Carrera esportiva
Al Campionat Mundial de Natació de 1998 celebrat a Perth (Austràlia), va guanyar la medalla de plata en els 100 metres estil papallona, amb un temps de 58,79 segons, després de la estatunidenca Jenny Thompson (or amb 58,46 segons) i per davant de l'australiana Petria Thomas (bronze amb 58,97 segons).